# Хвесик, Михаил Артемович
Михаил Артемович Хвесик (21 июля 1955, Лахвичи, Волынская область) — директор Института экономики природопользования и устойчивого развития НАН Украины, доктор экономических наук (1992), профессор (1996), Заслуженный деятель науки и техники Украины (2007), академик Национальной академии аграрных наук Украины по направлению «научное обеспечение инновационного развития агропромышленного производства» (2010), лауреат Премии имени Туган-Барановского НАН Украины, член правления Союза экономистов Украины, Специалист в области эколого-экономических проблем использования и охраны водных ресурсов.

## Биография
В 1982 окончил Харьковский государственный университет им. А. М. Горького и поступил в аспирантуру Украинского НИИ гидротехники и мелиорации (г. Киев). В 1986 году защитил кандидатскую диссертацию «Влияние орошения сточными водами на формирование гидрогеолого-мелиоративной обстановки (на примере оросительных систем УССР)».
В 1990 году стал заведующим отдела проблем использования и охраны водных ресурсов Совета по изучению производительных сил Украины НАН Украины. В 1992 году защитил докторскую диссертацию на тему «Эколого-экономические проблемы охраны и воспроизводства водных ресурсов в условиях интенсивной техногенной нагрузки (на примере Украины)».

## Научная деятельность
Основные направления его деятельности касаются экономики агропромышленного комплекса, земельных отношений, аграрного природопользования, научного обеспечения инвестиционно-инновационного развития производительных сил, трансформации украинской экономики, разработки основ оптимизации экосистем, охраны и воспроизводства природно-ресурсного потенциала, обеспечения устойчивого развития и национальной безопасности Украины.
Предложил ряд законодательных актов, нормативно-технических и нормативно-правовых документов, является автором изобретением и рекомендаций, касающихся технологии утилизации и переработки промышленных и сельскохозяйственных отходов.
Является основателем научной школы экономистов-экологов, подготовив около 10 докторов и 30 кандидатов наук.
Автор около 400 научных трудов, в частности, около 50 монографий, учебников и учебных пособий.